# GPR61
El receptor 61 acoplado a proteína G es una proteína que en humanos está codificada por el gen GPR61.
Este gen pertenece a la familia del receptor 1 acoplado a proteína G. Los receptores acoplados a proteína G contienen 7 dominios transmembrana y transducen señales extracelulares a través de proteínas G heterotriméricas. La proteína codificada por este gen está más estrechamente relacionada con los receptores de amina biogénica.